# 杨家府演义
《杨家府演义》，是中国明朝通俗小说。全称《杨家府世代忠勇通俗演义》，一共8卷58回。作者佚名，校阅刊印者秦淮墨客纪振伦，从杨继业归宋，最后以十二寡妇征西结束。塑造了杨继业、杨延昭、杨宗保、杨文广、杨怀玉为主的杨家将五代，又着力刻画了以佘太君、穆桂英为代表的杨门女将形象，在杨家将故事发展中有里程碑的作用。